# Lobsang Khächog
Lobsang Khächog (1736-1792) was een Tibetaans geestelijke.
Hij was de drieënzestigste Ganden tripa gedurende zes maanden in het jaar 1792 en daarmee de hoofdabt van het klooster Ganden en hoogste geestelijke van de gelugtraditie in het Tibetaans boeddhisme.
Hij werd geboren in Penyul in U-Tsang in 1736. In zijn jeugd liep Lobsang Khächok weg van huis toen hij ongeveer 10 jaar was en werd opgenomen in het Sera Me Tosamling College van het Seraklooster.
Lobsang Khächok begon zijn basisopleiding in het lezen, schrijven en onthouden van teksten onder de Trichen Ngawang Tsültrim (Tsemönling Rinpoche), die later diende als de eenenzestigste Ganden tripa. Daarna studeerde hij logica en aanverwante onderwerpen en vervolgens de vijf hoofdonderwerpen van de Gelug-traditie, onder de eminente docenten Lobpon Ngawang Rabten, Khenchen Lobsang Rinchen en Jinpa Chozang, waarna hij de graad van Geshe Lharampa behaalde.
Lobsang Khächok studeerde ook onder de eerste Purchok, Ngawang Jampa en de zesde Sakra Tulku, Ngawang Trinle Pelsang.
Hij schreef zich in bij het Gyuto College om tantra te studeren. Na het succesvol afronden van de cursussen werd Lobzang Khächok aangesteld als zangleider en vervolgens abt van Gyuto. Hij werd later abt van het Shartse-college van het Gandenklooster.
Op de leeftijd van zevenenvijftig, in 1792, werd Lobsang Khächok de drieënzestigste Ganden tripa. Na slechts ongeveer zes maanden te hebben gediend, overleed hij. Ter herinnering werd voor hem een stoepa geplaatst. Zijn voorganger Trichen Lobsang Monlam werd in 1793 opnieuw Ganden tripa voor bijna twee jaar.